# クロスノーツ
株式会社クロスノーツ（X-nauts Co.Ltd.）は、かつて東京都中野区に本社を置いていたテレビゲーム・アーケードゲーム・携帯電話用コンテンツ制作会社である。

## 概要
21世紀初頭より、ゲーム事業から撤退した日本コンピュータシステムから“メサイヤ”ブランドで製作・販売されていた作品のライセンスの移転を受け、数作をリリースした。2002年5月に彩京を吸収合併した。なお、“メサイヤ”ブランド作品については2007年より株式会社エクストリーム（extreme）がメサイヤブランド著作物の利用について契約及び商品化権等における代理店契約を締結している。なお、彩京ブランドのライセンスは2022年現在、シティコネクションと子会社のゼロディブが保有している。
2009年にPSP版『ストライカーズ1945 PLUS』のリリース（発売元はアークシステムワークス）を最後に活動停止。

## 主なソフト
- 戦国キャノン
- 重装機兵ヴァルケン（プレイステーション2用リメイク版）
- 超兄貴〜聖なるプロテイン伝説
- 彩京ゲーセン マリオン（携帯電話用）
- ラングリッサー3（プレイステーション2用リメイク版）※開発を担当。販売はタイトー。
- 対戦ホットギミック コスプレ雀
- 対戦ホットギミック アクセス雀